# Track (zoekmachine)
Track was een Nederlandse zoekmachine.
Het begon in 1996 onder leiding van Toine Verheul van het bedrijfje Radar Internet in samenwerking met studenten van de Technische Universiteit Eindhoven en van de Katholieke Universiteit Brabant (tegenwoordig Universiteit van Tilburg). De software hiervan werd geschreven door Robert Brouwer, Pim van Pelt, Frank Scheelen en Rob de Wit.
In oktober 1997 toonde Wegener Arcade belangstelling voor dit bedrijf waarna ze Track overnamen en Verheul directeur Wegener Online Publishing (later Wegener eMedia) werd. In december 1999 werd WiseGuys Internet opgericht met Scheelen en De Wit in de directie.
Op 2 januari 2001 kondigde Verheul aan dat hij zou overstappen van Wegener eMedia naar WiseGuys Internet. Dit bedrijf lanceerde in 2002 de zoekmachine Kobala. Daarna gaf Track dezelfde zoekresultaten als Kobala. Op de pagina voor het aanmelden van een nieuwe site bij Track schreven ze "U kunt uw website op laten nemen in de zoekdienst van Track door u website aan te melden bij Kobala. Kobala verzorgt de zoektechnologie achter Track."